# 伊莎贝尔·托西诺
伊莎贝尔·托西诺·比斯卡罗拉萨加（西班牙語：Isabel Tocino Biscarolasaga，1949年3月9日—）是西班牙政治家。天主教组织“主业会”会员。

## 生平
1949年出生于西班牙北部城市桑坦德。毕业于马德里康普顿斯大学的核能法律专业。1983年受曼努埃尔·弗拉加的邀请加入人民联盟，开始了政治生涯。1986年2月在第七次党代会中进入执行委员会，负责女性平等事务。同年7月当选众议院议员，代表马德里选区。在1989年1月的人民联盟党代会中，党名变更为人民党，她当选为副主席。在同年大选中连任众议员，在人民党坎塔布里亚选区位列第一位。
1996年人民党在大选获胜后，她在阿斯纳尔内阁中担任环境大臣，任期至2000年。1996年9月16至17日出席了在津巴布韦哈拉雷召开的世界太阳能首脑会议。
2002年7月辞去议员职务，离开政界，转入商界。曾任西班牙国家天然气公司、ENCE公司、桑坦德银行等大型企业的董事会成员。
自2008年1月起，担任西班牙国务委员会委员。

## 个人生活
她在2008年出版了一本励志书，讲述自己照顾罹患乳糜泻女儿的日常生活。

## 荣誉
- 大十字级卡洛斯三世勋章（2000年）[9]